# アイヌのまるきぶね
アイヌのまるきぶね（アイヌの言葉でペトロンチプ）は、アイヌの人たちが制作し使用した丸木舟である。
アイヌの生活習俗を知る上で重要なものであることから、大正末期に制作された一艘が、1957年（昭和32年）重要有形民俗文化財に指定された。

## 概要
このアイヌのまるきぶねは、八雲町在住の椎久年蔵によってヤチダモの木を刳り抜いて造られ、河沼での漁および交通運搬などに使用されたもので、アイヌの生活習俗を知る上で重要である。また、丸木舟の典型的な製作技法を伝えており、日本の船の変遷を考える上でも重要なものであることから、重要有形民俗文化財に指定され、北海道大学植物園内の北方民族資料室に展示されている。